# Paratherina
Paratherina – rodzaj ryb aterynokształtnych z rodziny Telmatherinidae, klasyfikowanej też jako podrodzina tęczankowatych.

## Klasyfikacja
Gatunki zaliczane do tego rodzaju:
- Paratherina cyanea
- Paratherina labiosa
- Paratherina striata
- Paratherina wolterecki